# Epsilon (Rakete)

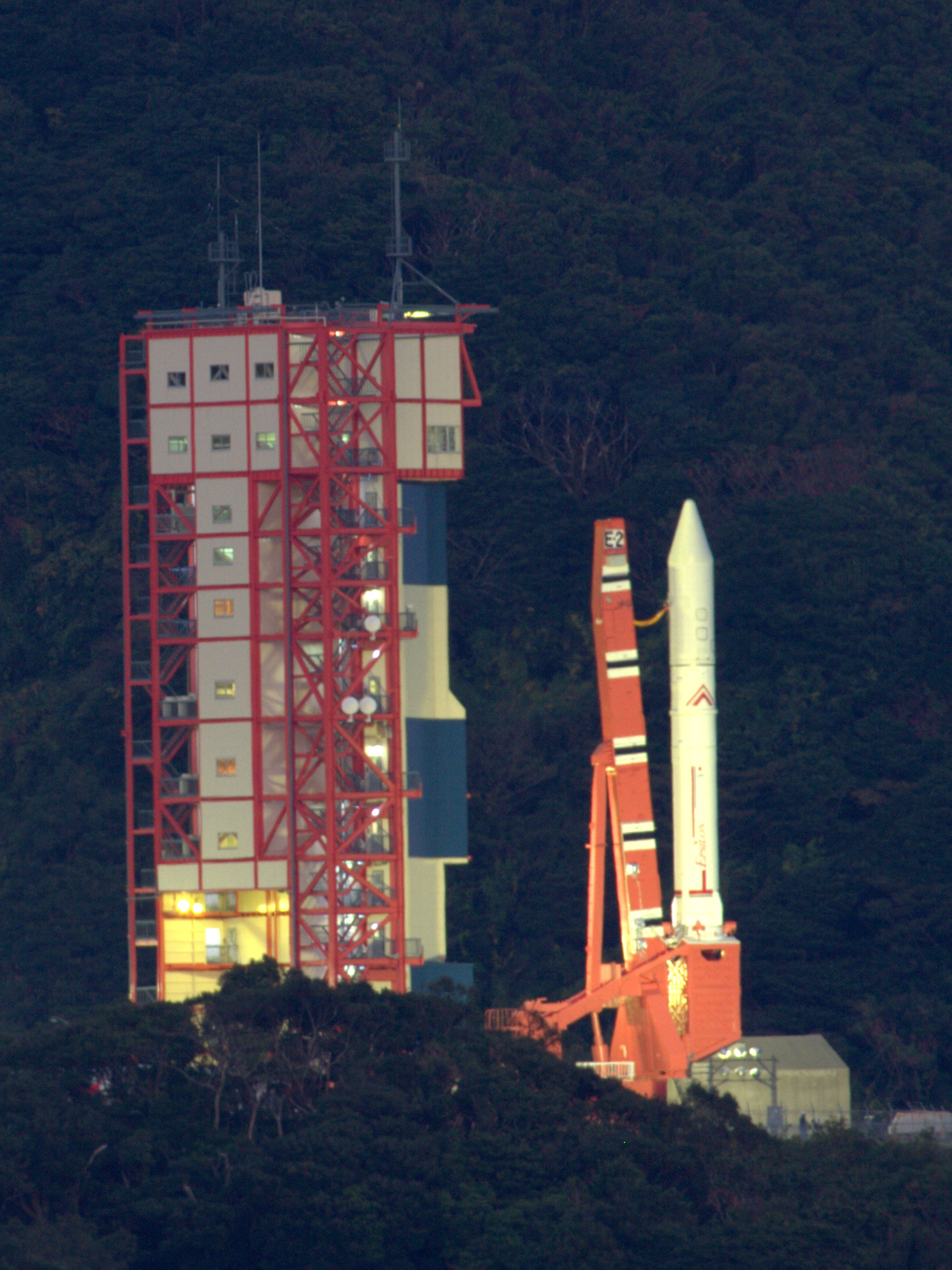
Epsilon-Rakete

Die Epsilon (japanisch イプシロンロケット Ipushiron roketto) ist eine von der Jaxa entwickelte, japanische Feststoffträgerrakete mit optionaler Flüssigtreibstoffoberstufe. Epsilon, nach dem 5. griechischen Buchstaben ε bezeichnet, ist Nachfolger der Mu-V-Rakete. Der Erststart erfolgte am 14. September 2013.

## Stufen
Die Epsilon ist, wie die Mu-V, vierstufig. Sie unterscheidet sich u. a. von dieser dadurch, dass die teure Mu-V-Erststufe durch einen günstigeren SRB-A-Feststoffbooster der H-IIA als Erststufe ersetzt wird. Ebenfalls neu ist die optionale vierte Stufe, Post Boost Stage genannt, die bei der Epsilon das Compact Liquid Propulsion System mit Flüssigtreibstoff verwenden soll, um die Einschussgenauigkeit zu erhöhen. Sie ersetzt die bisherige optionale vierte Feststoffstufe der Mu-V. Die zweite Stufe ist eine überarbeitete Drittstufe der Mu-V. Die dritte Stufe der Epsilon dagegen ist auch eine Neuentwicklung.

## Details
Die Nutzlastverkleidung umgibt bei der Epsilon neben der Nutzlast auch die vierte Stufe und die dritte Stufe, nicht aber deren Schubdüse. Die dritte Stufe ist spinstabilisiert. Den Spin kann die optionale vierte Stufe vor dem Aussetzen der Nutzlast wieder rückgängig machen. Die Epsilon hat, wie die SRB-A-Booster der H-IIA-Rakete, 2,5 Meter Durchmesser, ist 24 Meter lang und hat eine Startmasse von 91 Tonnen. Ihre Nutzlastkapazität in eine elliptische Umlaufbahn zwischen 250 km und 500 km Höhe beträgt 1200 kg bei der Verwendung der ersten drei Stufen. Vierstufig transportiert sie 700 kg in eine kreisförmige 500-km-Bahn, bzw. 450 kg in eine kreisförmige 500 km hohe sonnensynchrone Umlaufbahn (SSO). Durch die Verwendung festerer  Kohlenstofffasern für die Herstellung der CFK-Brennkammern der Feststoffstufen sind diese noch leichter als bei der Mu-V. Durch einen neuartigen Herstellungsprozess kommt man auch ohne das Backen des CFK aus.
Aufgrund von Feststoffraketentriebwerk und hohem Wurfgewicht eignet sich dieses System als Interkontinentalrakete. Lediglich die Nutzlast und das Lenksystem müssten ausgetauscht werden.
Ab dem zweiten Start der Epsilon wurde eine modifizierte Version (Epsilon-2 oder auch Enhanced Epsilon) eingesetzt. Sie zeichnet sich dadurch aus, dass die zweite Stufe vom Typ M-35 gegenüber dem Vorserienmodell M-34c einen von 327 Kilonewton auf 445 Kilonewton erhöhten Schub und eine um 15 Sekunden längere Brenndauer aufweist. Die Höhe der Rakete steigt von 24,4 m auf 26,0 m und die Nutzlastkapazität für eine SSO von 450 kg auf 590 kg.

## Technische Daten
Die ersten drei Stufen werden mit festem Treibstoff betrieben. Die vierte Stufe kommt zum Einsatz, wenn die Nutzlast in eine SSO Bahn gebracht werden soll. Sie kann außerdem die Drehung der spinstabilisierten dritten Stufe ausgleichen, was ansonsten von der dritten Stufe selbst übernommen wird.
| Model           | Epsilon                                                                                | Epsilon-2                                                                              | Epsilon-S                                          |
| --------------- | -------------------------------------------------------------------------------------- | -------------------------------------------------------------------------------------- | -------------------------------------------------- |
| Stufen          | 3–4                                                                                    | 3–4                                                                                    | 3–4                                                |
| Höhe            | 24,4 m                                                                                 | 26,0 m                                                                                 | 27 m                                               |
| Durchmesser     | 2,6 m                                                                                  | 2,6 m                                                                                  |                                                    |
| Startmasse      | 91 t                                                                                   | 95,1 t                                                                                 |                                                    |
| Startschub      | 2150 kN                                                                                | 2150 kN                                                                                |                                                    |
| Nutzlast        | 1200 kg LEO 450 kg SSO                                                                 | 1500 kg LEO 590 kg SSO 365 kg HEO                                                      | 1400 kg LEO (500 km Höhe) 600 kg SSO (700 km Höhe) |
|                 | 1. Stufe                                                                               |                                                                                        |                                                    |
| Typ             | SRB-A3                                                                                 | SRB-A3                                                                                 | SRB-3                                              |
| Höhe            | 11,68 m                                                                                | 11,68 m                                                                                |                                                    |
| Durchmesser     | 2,5 m                                                                                  | 2,5 m                                                                                  |                                                    |
| Treibstoffmasse | 66 t BP-207J                                                                           | 66 t BP-207J                                                                           | 66,8 t                                             |
| Startmasse      | 75,5 t                                                                                 | 75,3 t                                                                                 |                                                    |
| Triebwerk       | 2150 kN Startschub 2305 kN Vakuumschub Nominaldruck 11,1 MPa Spezifischer Impuls 283 s | 2150 kN Startschub 2350 kN Vakuumschub Nominaldruck 11,1 MPa Spezifischer Impuls 283 s |                                                    |
| Brenndauer      | 112 s                                                                                  | 109 s                                                                                  |                                                    |
|                 | 2. Stufe                                                                               |                                                                                        |                                                    |
| Typ             | M34c                                                                                   | M35                                                                                    |                                                    |
| Höhe            | 4,3 m                                                                                  | 5,16 m                                                                                 |                                                    |
| Durchmesser     | 2,2 m                                                                                  | 2,5 m                                                                                  |                                                    |
| Treibstoffmasse | 10,8 t BP-205J                                                                         | 15,0 t BP                                                                              | 15,0 t                                             |
| Startmasse      | 12,3 t                                                                                 |                                                                                        |                                                    |
| Triebwerk       | 371,5 kN Vakuumschub spezifischer Impuls 300 s                                         | 445 kN Vakuumschub spezifischer Impuls 295 s                                           |                                                    |
| Brenndauer      | 105 s                                                                                  | 129 s                                                                                  |                                                    |
|                 | 3. Stufe                                                                               |                                                                                        |                                                    |
| Typ             | KM-V2b                                                                                 | KM-V2c                                                                                 | PBS                                                |
| Höhe            | 2,3 m                                                                                  | 2,25 m                                                                                 |                                                    |
| Durchmesser     | 1,4 m                                                                                  | 1,45 m                                                                                 |                                                    |
| Treibstoffmasse | 2,5 t HTPB                                                                             | 2,5 t HTPB                                                                             | 5,0 t                                              |
| Startmasse      | 3,3 t                                                                                  | 2,9 t                                                                                  |                                                    |
| Triebwerk       | 99,8 kN Schub spezifischer Impuls 301 s                                                | 99,6 kN Schub spezifischer Impuls 299 s                                                |                                                    |
| Brenndauer      | 90 s                                                                                   | 89 s                                                                                   |                                                    |
|                 | 4. Stufe                                                                               |                                                                                        |                                                    |
| Typ             | PBS                                                                                    | PBS                                                                                    |                                                    |
| Höhe            | 1,18 m                                                                                 | 1,5 m                                                                                  |                                                    |
| Durchmesser     | 1,2 m                                                                                  | 1,2 m                                                                                  |                                                    |
| Treibstoffmasse | 120 kg Hydrazin in drei Tanks                                                          | 145 kg Hydrazin in einem zentralen Tank                                                |                                                    |
| Startmasse      | 300 kg                                                                                 | 300 kg                                                                                 |                                                    |
| Triebwerk       | 0,4 kN Schub spezifischer Impuls 215 s                                                 | 0,4 kN Schub spezifischer Impuls 215 s                                                 |                                                    |
| Brenndauer      | bis 1100 s                                                                             | bis 1300 s                                                                             |                                                    |

## Startvorbereitungen
Die Epsilon startet vom modifizierten ehemaligen Startplatz der Mu-V. Der Zusammenbau der Rakete soll schneller als beim Vorgängermodell sein, so dass der Start bereits sieben Tage nach dem Beginn des Aufbaus auf dem Startplatz erfolgen soll. Die Epsilon kontrolliert sich mit ihren Computersystemen auch während des Countdowns und des Starts selbst, weshalb sie nur eine sehr kleine Mannschaft zur Startvorbereitung und Startüberwachung benötigt. Während ihres Fluges in die Zielbahn soll sich die Rakete ab 2017 mit weiterentwickelten Computersystemen komplett eigenständig überwachen, so dass Bahnverfolgungsstationen, u. a. zum Senden eines Selbstzerstörungssignales, unnötig werden. Obwohl ein Start nur halb so viel kosten soll wie einer der Mu-V, ist durch die geringere Nutzlastkapazität der Epsilon der Startpreis pro kg Nutzlast nur 25 % geringer als bei der Mu-V.
Die Epsilon wird seit 2007 entwickelt. Die Entwicklungskosten betragen etwa 255 Mio. US-Dollar. Mit 47 Mio. Dollar soll ein Epsilonstart ca. halb so teuer wie ein Mu-V-Start (94 Mio. Dollar) sein.

## Startliste
Der erste Start war für den 27. August 2013 04:45 Uhr UTC geplant, wurde aber auf Grund von Unregelmäßigkeiten 19 s vor dem Start abgebrochen. Er erfolgte dann beim zweiten Versuch am 14. September.
Dies ist eine vollständige Liste der Epsilon-Starts, Stand 31. März 2025.
| Lfd. Nr. | Datum (UTC)         | Startplatz             | Nutzlast 3                                                                                     | Art der Nutzlast | Nutzlast in kg 1                                   | Orbit 2                | Anmerkungen                                                                   |
| -------- | ------------------- | ---------------------- | ---------------------------------------------------------------------------------------------- | --- | -------------------------------------------------- | ---------------------- | ----------------------------------------------------------------------------- |
| 1        | 14. Sep. 2013 05:00 | Uchinoura Space Center | Hisaki (SPRINT-A)                                                                              | Weltraumteleskop zur Untersuchung der Atmosphären und Magnetosphären u. a. der Planeten Venus, Mars und Jupiter im EUV                                                                                        | ca. 320 kg                                         | 1.150 x 950 km         | Erfolg                                                                        |
| 2        | 20. Dez. 2016 11:00 | Uchinoura Space Center | Arase (ERG)                                                                                    | Forschungssatellit | 365 kg                                             |                        | Erfolg                                                                        |
| 3        | 17. Jan. 2018 21:06 | Uchinoura Space Center | ASNARO-2                                                                                       | Erdbeobachtungssatellit | 495 kg                                             |                        | Erfolg                                                                        |
| 4        | 18. Jan. 2019 00:50 | Uchinoura Space Center | RAPIS-1 MicroDragon RISESAT (Hodoyoshi-2) ALE-1 OrigamiSat-1 / Aoba VELOX-IV NEXUS             | Technologieerprobung Technologieerprobung/Erdbeobachtung Technologieerprobung/Erzeugung künstlicher Sternschnuppen Technologieerprobung Technologieerprobung/Mondbeobachtung Technologieerprobung/Amateurfunk | ~200 kg 59,3 kg 50,5 kg 68 kg 4,1 kg 2,6 kg 1,3 kg |                        | Erfolg: Name der Mission ist Innovative Satellite Technology Demonstration-1. |
| 5        | 9. Nov. 2021 00:55  | Uchinoura Space Center | RAISE-2 Hibari Z-Sat DRUMS TeikyoSat-4 (Oruri) ASTERISC (Asutarisuku) ARICA NanoDragon KOSEN-1 | Technologieerprobung |                                                    |                        | Erfolg                                                                        |
| 6        | 12. Okt. 2022 00:50 | Uchinoura Space Center | RAISE-3 11 Kleinsatelliten                                                                     | Technologieerprobung |                                                    | Geplant: 560 km, 97.6° | Fehlschlag Offenbar Probleme beim Zünden der dritten Stufe                    |